# 窗格骨螺
窗格骨螺（学名：Marchia martinetana）为骨螺科長芭蕉螺屬下的一个种。